# Pakefield
Pakefield is een wijk in Lowestoft, een stad in het bestuurlijke gebied Waveney, in het Engelse graafschap Suffolk. In 2001 telde de wijk 6901 inwoners. Pakefield komt in het Domesday Book (1086) voor als 'Pagafella' / 'Paggefella'.